# 托伊马
托伊马（德語：Theuma）是德国萨克森州的市镇，隶属于福格特兰县。总面积为9.94平方千米，截至2023年12月31日总人口为985人。